# Espacio topológico puntado
En matemáticas, un espacio puntado o espacio basado es un espacio topológico con un punto "distinguido", conocido como punto base. El punto distinguido es simplemente un punto en particular, seleccionado del espacio y al que se le da un nombre, como {\displaystyle x_{0},} el cual  permanece sin cambios durante la discusión posterior, y se realiza un seguimiento durante todas las operaciones.
Las funciones en los espacios puntados ( mapas basados ) son funciones continuos que conservan dicho puntos base, es decir, un mapa {\displaystyle f} entre un espacio puntado {\displaystyle X} con punto base {\displaystyle x_{0}} y un espacio puntado {\displaystyle Y} con punto base {\displaystyle y_{0}} es un mapa basado si es continuo con respecto a las topologías de {\displaystyle X} y {\displaystyle Y} y si {\displaystyle f\left(x_{0}\right)=y_{0}.} Esto generalmente se denota
{\displaystyle f:\left(X,x_{0}\right)\to \left(Y,y_{0}\right).}
Los espacios puntados son importantes en la topología algebraica, particularmente en la teoría de homotopía, donde muchas construcciones, como el grupo fundamental, dependen de la elección del punto base.
Los espacios puntados a menudo se toman como un caso especial de la topología relativa, donde el subconjunto es un solo punto. Por lo tanto, gran parte de la teoría de la homotopía generalmente se desarrolla en espacios puntados y luego se traslada a topologías relativas en topología algebraica .

## Categoría de espacios puntiagudos
La clase de todos los espacios puntados forma una categoría Arriba {\displaystyle \bullet } con punto base preservando mapas continuos como morfismos . Otra forma de pensar en esta categoría es como la categoría de coma, ( {\displaystyle \{\bullet \}\downarrow } arriba ) donde {\displaystyle \{\bullet \}} es cualquier espacio de un punto y Top es la categoría de espacios topológicos . (Esto también se llama una sobrecategoría denotada {\displaystyle \{\bullet \}/} arriba ) Los objetos en esta categoría son mapas continuos {\displaystyle \{\bullet \}\to X.} Se puede pensar que tales mapas seleccionan un punto base en {\displaystyle X.} Los morfismos en ( {\displaystyle \{\bullet \}\downarrow } Top ) son morfismos en Top para los que conmuta el siguiente diagrama:
Como un espacio puntiagudo, {\displaystyle \{\bullet \}} es un objeto cero en Top {\displaystyle \{\bullet \}}, mientras que es solo un objeto terminal en Top. Además, 
existe un funtor olvido o subyacente  Top {\displaystyle \{\bullet \}} {\displaystyle \to } Top que "olvida" qué punto es el punto base. 